# 臺形遺址
臺形遺址（英語：  来自阿拉伯语：, tall 或 希伯來語： ṫel，意为“小山”或“土墩”），也叫墩形遗址，是一个考古学术语，指的是许多代人在同一地点生活成百上千年留下的废弃物形成的土墩。典型的臺形遺址通常像一个低平截断并带有坡度的圆锥或棱锥，且通常可达到30米高。其本质是由同一地点连续更迭的聚落所累积形成的分层废弃物堆，包含历代居民营建与生活产生的遗存物及自然沉积物。

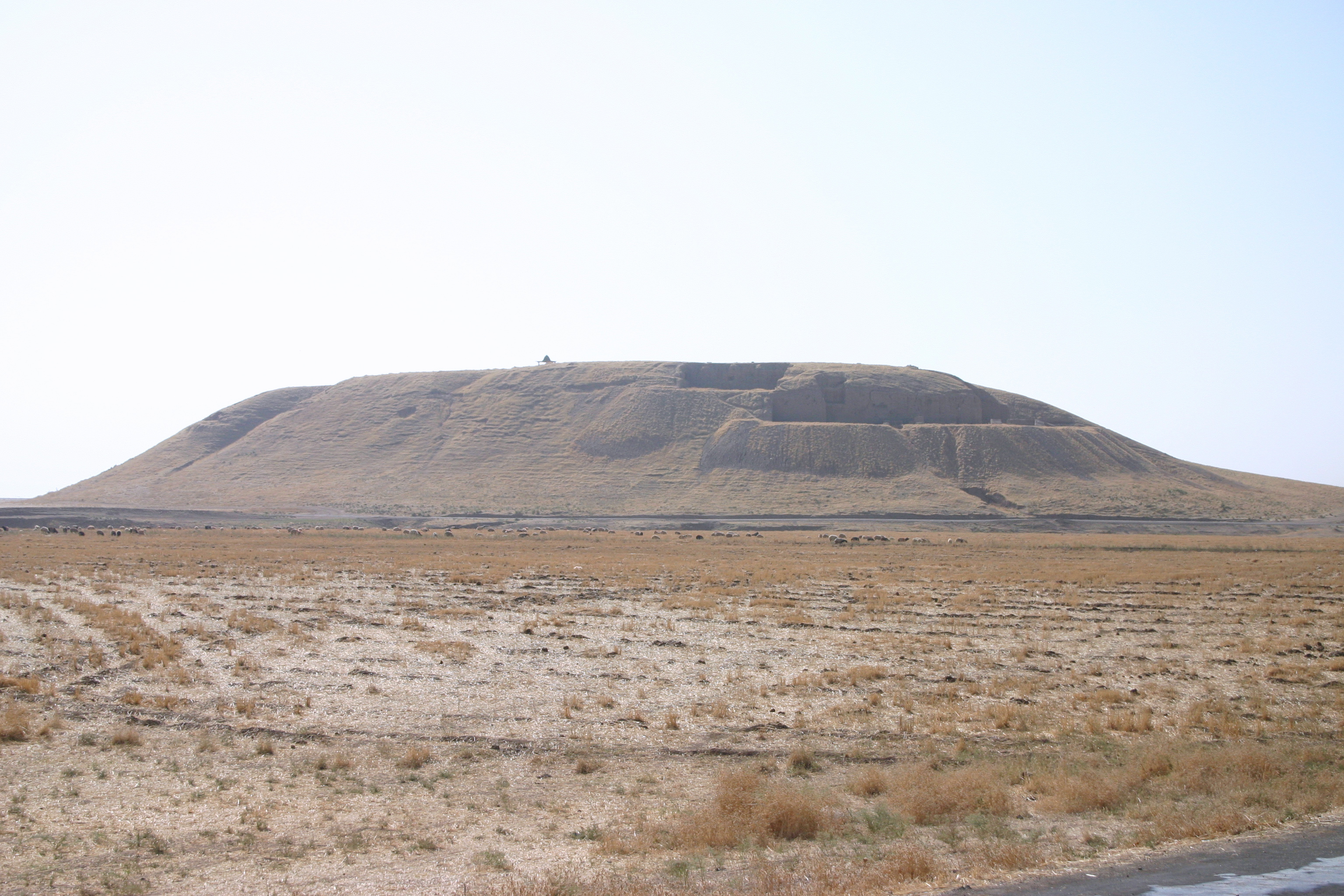
叙利亚的Barri台形遗址

此类遗址虽主要分布于古代近东地区，但亦见于其他区域，如南欧与中欧部分地带（从希腊、保加利亚延伸至匈牙利、西班牙）以及北非。在近东范围内，台形遗址集中出现于降水较丰沛的区域，包括上美索不达米亚、南黎凡特、安纳托利亚和伊朗，这些地区具有更持续的聚居历史。欧亚大陆的台形遗址可追溯至新石器时代、铜石并用时代以及青铜时代与铁器时代。值得注意的是，南黎凡特地区的台形遗址发展终结于亚历山大大帝的征服战争，该事件标志着希腊化时期的到来，并随之产生了截然不同的聚落营建模式。迄今，近东地区众多台形遗址仍被持续占据并使用。